# 新田一郎 (法学者)
新田 一郎（にった いちろう、1960年 - ）は、日本の法学者、歴史学者。東京大学大学院法学政治学研究科教授。
中世日本の法制史の研究の他、相撲の歴史研究に関する著作がある。父は東京大学名誉教授の新田英治。

## 経歴
- 1960年　東京都に生まれる。
- 1979年　東京大学入学。

相撲部入部。3年次、全国学生相撲選手権大会で琉球大学の松田（のち大相撲・一ノ矢）と対戦した。
- 1984年 東京大学文学部卒業。

相撲部の活動のため自ら1年留年している。
- 1986年 東京大学大学院人文科学研究科国史学専攻修士課程修了。
- 1988年 東京大学大学院人文科学研究科国史学専攻博士課程退学。
- 1988年 東京大学法学部助手。
- 1991年 東京大学大学院法学政治学研究科専任講師。
- 1993年 東京大学大学院法学政治学研究科助教授。
- 2004年 東京大学大学院法学政治学研究科教授。
- 2010年 日本相撲協会『ガバナンス（統治）の整備に関する独立委員会』委員に就任[2]。

## 雑誌連載
- 隔月刊誌『表現者』に15号から「閑窓相撲雑話」を連載している。

## 著書

### 単著
- 『相撲の歴史』（山川出版社、1994年）ISBN 4-634-60400-0 講談社学術文庫、2010年
- 『日本中世の社会と法 国制史的変容』 （東京大学出版会、1995年）ISBN 4-13-031156-5
- 『日本の歴史（11） 太平記の時代』（講談社、2001年）ISBN 4-06-268911-1 講談社学術文庫、2009年
- 『中世に国家はあったか』（山川出版社、2004年）ISBN 4-634-54190-4
- 『相撲のひみつ』（朝日出版社、2010年）ISBN 978-4-255-00514-0 イラスト曽根愛
- 『相撲 その歴史と技法』（日本武道館、2016年） ISBN 978-4-583-11016-5

### 共編著
- 『暴力 比較文明史的考察』（山内進・加藤博と共編。東京大学出版会、2005年） ISBN 4-13-020139-5
- 『天皇の歴史04 天皇と中世の武家』（河内祥輔と共著。講談社、2011年／講談社学術文庫、2018年） ISBN 4-06-292484-6

### 寄稿
- 『ACADEMIC GROOVE―東京大学アカデミックグルーヴ』（東京大学／編）（東京大学出版会、2008年）ISBN 4-13-003330-1

### 連載
- 「閑窓相撲雑話」（『表現者』（ジョルダン株式会社）第15号（2007年）から）

## 脚註
1. ↑  ヒヤ小林『一ノ矢　土俵に賭けた人生』183ｐ
2. ↑  特別調査委は相撲協会改革を独立委任せ 日刊スポーツ 2010年7月10日閲覧記事文中参照